# Sicyodes cambogiaria
Sicyodes cambogiaria là một loài bướm đêm trong họ Geometridae.